# Xojeli
Xojeli, còn được đánh vần là Khodjeyli hay Khodzeyli  (tiếng Uzbek: Xoʻjayli, Хўжaйли, خوجەيلى; tiếng Karakalpak: Хojeli, Хожели, حوجەلى, /xoˈʒeli/; tiếng Nga: Ходжейли, Khodzheyli/Chodžejli) là một thành phố và trung tâm hành chính của huyện Xo'jayli, Karakalpakstan, Uzbekistan. Dân số là 105.466 người vào năm 2010.
Nó nằm cách thủ phủ của Karakalpakstan, Nukus, 15 km về phía tây nam, và cách thành phố Kunya-Urgench của Turkmenistan 25 km về phía đông bắc. Xojeli có một ga tàu hỏa trên tuyến Atyrau (Kazakhstan) - Tashkent.